# كتاب حكايات عالمية (مسلسل)
كتاب حكايات عالمية (بالإنجليزية: Storybook International) هو مسلسل تلفزيوني بريطاني للأطفال، تم إنتاجه لـصالح تلفزيون آي تي في, ألفه كلٌ من باري ليفنسون وفرجينيا بوسطن. وكان يعرض أسبوعياً, وهو عبارة عن مجموعة من الحكايات الشعبية والقصص الخيالية من جميع أنحاء العالم, دبلج إلى اللغة العربية تحت اسم حكايات عالمية و كان معروفاً باسم أنا الحكواتي نسبة إلى أغنية شارة المسلسل.
تم تصويره في أماكن مختلفة مثل روسيا وإيرلندا والدول الاسكندنافية وتروي حلقاته قصص من مختلف ثقافات العالم مثل إنجلترا وتشيكوسلوفاكيا وفرنسا ورومانيا وتركيا وويلز والنرويج والصين وأفريقيا والهند وأماكن أخرى. كانت بعض القصص عبارة عن أساطير.

## البث
تم بثه لأول مرة في عام 1983، وكان يتألف من 65 حلقة مقسمة على مدار ثلاثة مواسم. كان التوزيع محصوراً في بريطانيا وأوروبا، حصل على شهرة امتدت لتشمل الولايات المتحدة الأمريكية والدول الاسكندنافية والشرق الأوسط في العقود التالية. تم إصداره على أشرطة فيديو في إتش إس طوال الثمانينيات والتسعينيات ثم صدرت السلسلة الكاملة على أقراص دي في دي في عام 2006.

## الشارة
كانت شارة المسلسل كرتونية تصور عازف تروبادور يؤدي أغنية الشارة والتي كان لحنها على غرار الفلوكلور البريطاني، عندما دبلج المسلسل إلى اللغة العربية ترجمت كلمات الأغنية الأصلية وكانت تبدأ بـ أنا الحكواتي عندي حكاياتي، للكبار والصغار ما أحلى حكاياتي.

## روابط خارجية
- كتاب حكايات عالمية على موقع IMDb (الإنجليزية)
- كتاب حكايات عالمية على موقع كينوبويسك (الروسية)